# Rivière Octave (rivière Harricana)
Pour les articles homonymes, voir Octave.
La rivière Octave est un affluent de la rivière Harricana, coulant au Québec, au Canada, dans les régions administratives de :
- Abitibi-Témiscamingue : dans la municipalité régionale de comté (MRC) de Abitibi, dans le territoire non organisé de Lac-Chicobi et la municipalité de Berry ;
- Nord-du-Québec : en Jamésie dans Eeyou Istchee Baie-James.

La foresterie constitue la principale activité économique du secteur ; les activités récréotouristiques, en second surtout la chasse et la pêche. La surface de la rivière est habituellement gelée du début décembre à la fin d'avril, toutefois la circulation sécuritaire sur la glace se fait généralement de la mi-décembre à la fin mars.
Cette zone est surtout accessible par la route 0804 (sens nord-sud) longeant la rive ouest de la rivière Harricana et la route Villemontel-Desbiens devenant la route 0809 (sens nord-sud) dans Eeyou Istchee Baie-James.

## Géographie

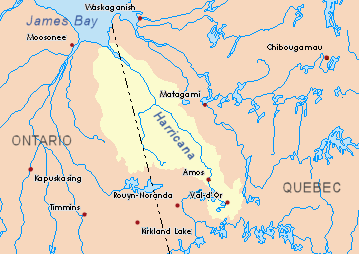
Bassin versant de la rivière Harricana.

La rivière Octave prend sa source à la décharge du lac Chicobi. Ce lac qui ressemble à la lettre H couché, comporte une longueur de 8,4 km pour sa partie sud, une longueur de 4,7 km pour sa partie nord ; une largeur maximale de 4,4 km (à la hauteur du détroit reliant les deux parties du lac) et une altitude de 302 m.
Ce lac comporte deux parties séparées par une presqu'île s'avançant vers l'est sur 4,1 km et un détroit d'une longueur de 2,1 km et d'une largeur de 0,5 km. Ce lac chevauche les cantons de Ligneris (partie nord du lac, soit dans le 1er rang) et de Guyenne (partie sud du lac, soit dans le 10e rang).
L'embouchure du lac Chicobi est situé à :
- 32,8 km au nord-est du lac Macamic ;
- 33,3 km au sud-est de l'embouchure de la rivière Octave ;
- 81,3 km au nord-est du centre-ville de Rouyn-Noranda ;
- 100 km au nord-ouest du centre-ville de Val d'Or.

Les principaux bassins versants voisins de la rivière Octave sont :
- côté nord : ruisseau Miller, rivière Gale ;
- côté est : rivière Harricana, rivière Desboues ;
- côté sud : rivière Harricana, rivière Desboues, rivière Berry, rivière Chicobi ;
- côté ouest : lac Chicobi, rivière Authier.

À partir de sa source, la rivière Octave coule sur environ 60 km, selon les segments suivants :
- 18,6 km vers le nord-est dans le territoire non organisé de lac-Chicobi, jusqu'à la limite du canton de Desboues ;
- 8,0 km vers le nord-est, jusqu'à la limite de Eeyou Istchee Baie-James ;
- 2,9 km vers le nord-est en serpentant jusqu'à la limite du canton de Mazarin ;
- 23,3 km vers le nord-est en serpentant en début de segment, puis en formant un boucle vers l'ouest, jusqu'à la route 0804 (sens nord-sud) ;
- 1,7 km vers l'est, jusqu'à l'embouchure de la rivière[2].

La rivière Octave se déverse dans une courbe de rivière sur la rive ouest de la rivière Harricana. À partir de là, le courant de la rivière Harricana coule généralement vers le nord-ouest, en traversant en Ontario pour se déverser sur la rive sud de la Baie James.
Cette confluence de la rivière Octave avec la rivière Harricana est située en aval de la rivière Coigny et en amont de la rivière Desboues, soit à :
- 82,6 km à l'ouest du centre du village de Lebel-sur-Quévillon ;
- 73,9 km au nord-est du centre du village de Macamic ;
- 55,5 km au nord du centre-ville de Amos.

## Toponymie
Cet hydronyme évoque l'œuvre de vie du député libéral Octave Mousseau (Saint-Polycarpe, 1875 - Montréal, 1965). Dès 1911, ce dernier a manifesté l'intention de déposer un projet de loi visant la création d'une Commission de géographie au Québec. Cette idée est relancée l'année suivante par la Société de géographie de Québec et par le Premier Congrès de la langue française au Canada. La Commission géographique de la province de Québec est ensuite établie en novembre 1912. La Commission de géographie lui succédera en 1920 et elle sera remplacée en 1968 par la Commission de toponymie.
Ce cours d'eau était auparavant désigné sous l'appellation amérindienne Shishishi dont la graphie était sous la forme Shi-Shi-Shi sur une carte de 1911. Les Algonquins la désignent Cikobitig signifiant « rivière où il n'y a pas d'îles »,.
Le toponyme « rivière Octave » a été officialisé le 5 décembre 1968 à la Commission de toponymie du Québec, soit lors de la création de cette commission.